# Pouteria deliciosa
Pouteria deliciosa är en tvåhjärtbladig växtart som beskrevs av Terence Dale Pennington. Pouteria deliciosa ingår i släktet Pouteria och familjen Sapotaceae. Inga underarter finns listade i Catalogue of Life.